# Szentgáloskér
Szentgáloskér là một thị trấn thuộc hạt Somogy, Hungary. Thị trấn này có diện tích 27,25 km², dân số năm 2010 là 530 người, mật độ 19 người/km².